# コロニー地方
コロニー地方（オランダ語: Coronie）はスリナムの地方のひとつ。首府はトトネス。

## 隣接行政区画
北は大西洋に面する。
- サラマッカ地方
- パラ地方
- シパリウィニ地方
- ニッケリエ地方

## 下位行政区画

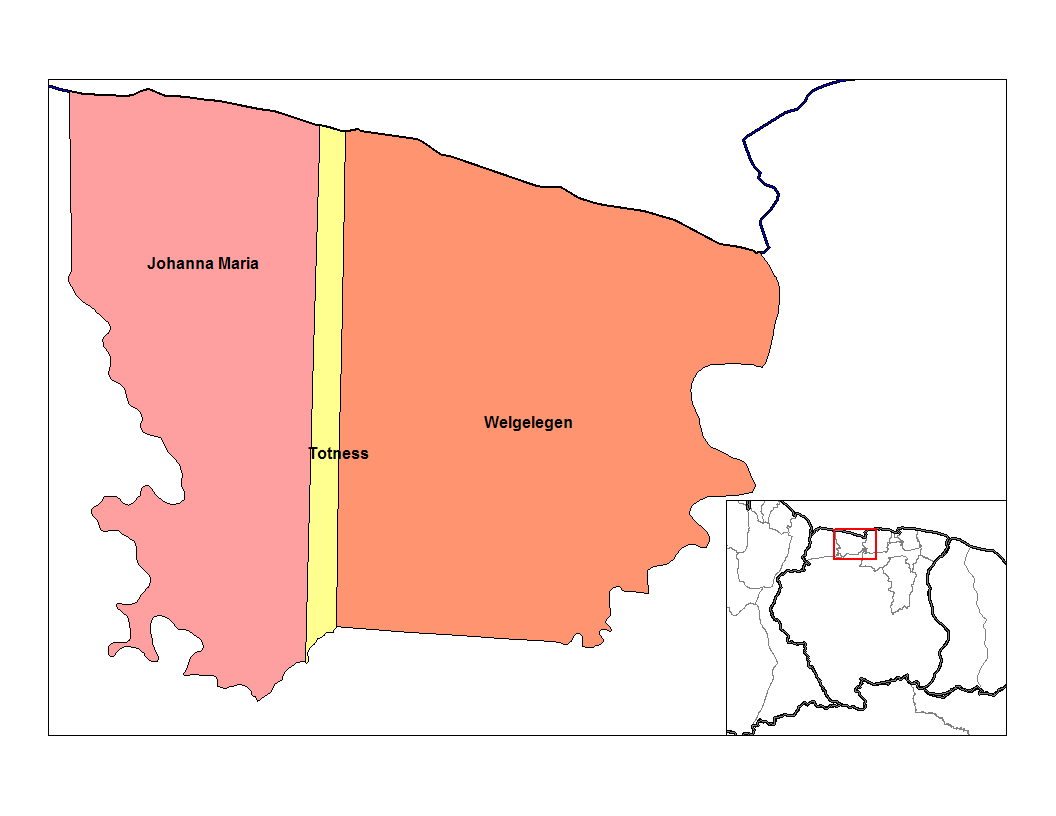
コロニー地方のレソート

- ヨハナ・マリア（英語版）
- トトネス（英語版）
- ウェルゲレーゲン（英語版）

## 村
- Friendship
- Jenny
- Mary's Hope